# Уолш, Майара
Майа́ра Ка́йлиор Уолш (англ. Maiara Kylior Walsh; род. 18 февраля 1988, Сиэтл, Вашингтон, США) — американская актриса и певица, наиболее известная ролями Мины Парум в ситкоме «Cory in the House» и Аны Солис в телесериале «Отчаянные домохозяйки».

## Биография
Майара Уолш родилась в Сиэтле в семье бразильянки и американца с ирландскими, немецкими и шведскими корнями. Свободно говорит на португальском и испанском языках. Когда Майаре было два года, переехала с семьёй в Сан-Паулу, Бразилия, а в возрасте 11 лет переехала в Сими Вэлли, Калифорния, для развития своей актёрской карьеры.

## Избранная фильмография
| Год       |    | Русское название                     | Оригинальное название                    | Роль             |
| --------- | -- | ------------------------------------ | ---------------------------------------- | ---------------- |
| 2005      | с  | Нетакая                              | Unfabulous                               | кузина           |
| 2008      | ф  | —                                    | Lullabye Before I Wake                   | Меган            |
| 2007—2008 | с  | Кори в доме                          | Cory in the House                        | Мина Парум       |
| 2009      | тф | Революция                            | Revolution                               | Эмили            |
| 2009—2010 | с  | Отчаянные домохозяйки                | Desperate Housewives                     | Ана Солис        |
| 2010      | с  | Тайная жизнь американского подростка | The Secret Life of the American Teenager | Леди Либерти     |
| 2010      | с  | Дневники вампира                     | The Vampire Diaries                      | Сара             |
| 2011      | тф | Дрянные девчонки 2                   | Mean Girls 2                             | Мэнди Уэзерли    |
| 2012—2013 | с  | Их перепутали в роддоме              | Switched at Birth                        | Симона Синклер   |
| 2013      | с  | Zомбилэнд                            | Zombieland                               | Вичита           |
| 2013      | ф  | Очень голодные игры                  | The Starving Games                       | Кантмисс Эвершот |